# Charles Beachcroft
Charles Beachey Kay Beachcroft (1921-től Jack Trent) (Egyesült Királyság, Hertfordshire, Rickmansworth, 1870. ? – Ausztrália, Melbourne, 1928. július 1.) olimpiai bajnok brit krikettjátékos.
Az 1900. évi nyári olimpiai játékokon, Párizsban játszott a brit kirikettcsapatban, ami a Devon and Somerset Wanderers volt. Ez volt az egyetlen olimpia eddig, amin a krikett szerepelt. Csak két csapat indult a krikettversenyen, a brit és a francia. A britek nyertek.
1921-ben Ausztráliába emigrált és a Jack Trent nevet vette fel. Új hazájában is krikettjátékos volt.